# Зелёная Диброва (Городищенский район)
Зелёная Дибро́ва (укр. Зелена Діброва) — село в Городищенском районе[уточнить] Черкасской области Украины.
Население по переписи 2001 года составляло 685 человек. Занимает площадь 2,783 км². Почтовый индекс — 19526. Телефонный код — 4734.

## Местный совет
19526, Черкасская обл., Городищенский р-н, с. Зелёная Диброва, ул. Шевченка, 14